# Rolemaster
Rolemaster, abrégé en RM, est un jeu de rôle médiéval-fantastique, créé par Peter Fenlon, Kurt Fischer et Coleman Charlton, édité par Iron Crown Enterprises (ICE) à partir des années 1980 et toujours édité actuellement par cette société fondatrice — qui a fait faillite puis s'est redressée.
Son système de jeu est plutôt axé sur la simulation des actions, grâce à des tables de résolution d'actions avec des modificateurs appliqués. Il utilise des niveaux et des classes de personnages comme Donjons et Dragons, certaines actions (ou manœuvres) sont possibles au cours du combat.
Son système de compétences et de listes de sorts est très important. Une forme simplifiée et de sous-produit de Rolemaster est le Jeu de rôle des Terres du Milieu (JRTM), qui fournit un univers assez développé et très détaillé de la Terre du Milieu avec de nombreux suppléments. D'autres descendants du système sont Spacemaster (en), Cyberspace et Run out the Guns.
Les règles de base ne contiennent pas de décor de campagne et ne sont pas livrées avec un scénario à faire jouer. C'est un système générique qui comprend de nombreux univers de jeu contemporains ou futuristes et qui se décline en plusieurs éditions successives avec de nombreux suppléments. Rolemaster est considéré comme l'un des systèmes de jeu de rôle les plus complets et détaillés. Certains rôlistes s'en amusent parfois en surnommant le meneur de jeu : Rulemaster (littéralement : « le maître des règles »).

## Histoire

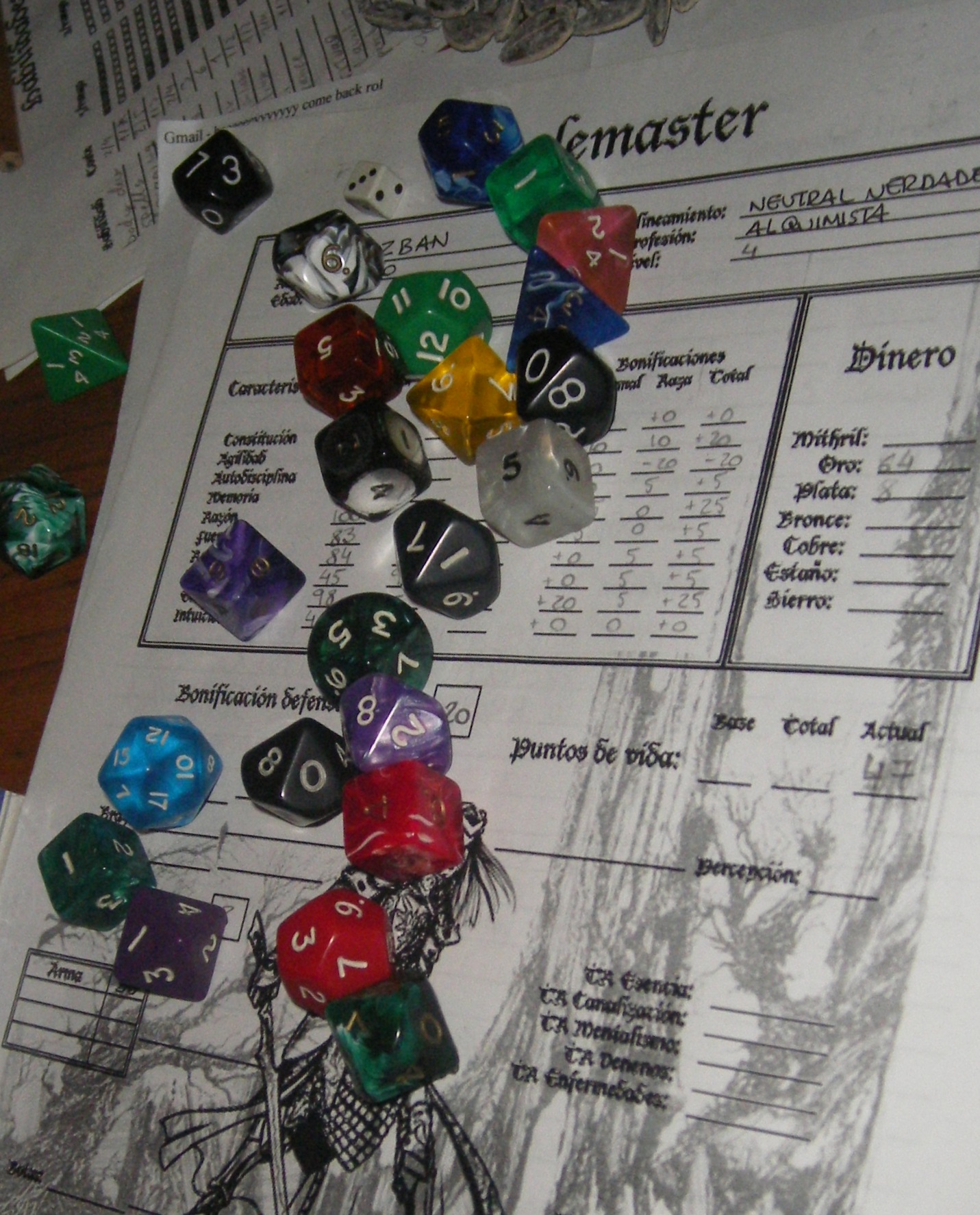
Fiche de personnage et dés du jeu de rôle Rolemaster

Le premier ouvrage, Arms Law, paraît en 1980 et est présenté comme des règles complémentaires « pour tout jeu de rôle médiéval-fantastique » — comprendre pour Donjons et Dragons. Cet ouvrage présente des règles de combat. D'autres ouvrages suivent en 1982 : le Claw Law (bestiaire et règles de combat complémentaires), Spell Law (règles de magie), Character Law (création de personnages) et Campaign Law (comment créer et gérer une campagne). Ces quatre ouvrage forment bientôt un jeu de rôle propre, appelé « première édition » (RM1).
Le jeu est publié en 1984 sous forme d'une boîte regroupant les quatre ouvrages, c'est la deuxième édition (RM2). À cette boîte s'ajoutent de nombreux « compagnons », des extensions contenant de nouvelles règles, classes, divers éléments de jeu. C'est aussi en 1984 qu'est publié le Jeu de rôle des Terres du Milieu (JRTM). Ces deux jeux sont traduits en français par l'éditeur Hexagonal, en 1986 pour JRTM et en 1989 pour RM2.
Lors de la 3e édition en 1995, le jeu est révisé de manière assez importante et prend le nom de Rolemaster Standard System (RMSS). Le jeu est ensuite réorganisé et très légèrement révisé en une 4e version en 1999 : le Rolemaster Fantasy Roleplaying (RMFRP).
En 2003, ICE publie une version simplifiée des règles appelée High Adventure Role Playing (en) (HARP).
À l'occasion de la 5e édition en 2007, appelée Rolemaster Classic (RMC) le jeu revient sur le système de la 2e édition. La 6e édition, Rolemaster Express (RMX), reste dans la même veine.
On a ainsi deux groupes d'éditions : le « groupe RMC » qui contient les éditions 1, 2, 5 et 6 d'une part ; et le « groupe RMFRP » qui contient les éditions 3 et 4.
Les produits du même groupe ont tendance à être 100 % compatible entre eux. La compatibilité entre les groupes est élevée mais reste problématique, surtout dans le cas du vaste éventail de règles facultatives de RM2, dont certaines ne fonctionneront pas sans modification avec RMSS ou RMFRP. De nombreuses options de RM2 ont été rajoutées sous forme différente aux règles de base de RMSS/RMFRP.
C'est donc pendant le passage de RM2 vers RMFRP que les anciens joueurs n'ont pas adopté massivement la 4e édition des règles (RMSS), restant sur l'utilisation de RM2 et ses compagnons, alors que les nouveaux joueurs ont adopté par force de circonstance les nouvelles règles de RMSS/RMFRP (les stocks des anciens livres étaient épuisés). Certains fans qui n'aiment pas les changements auraient tellement critiqué la nouvelle version des règles de l'époque (RMSS/RMFRP) au point qu'un autre fan aurait finalement déclaré ironiquement dans les forums de la société : « RM2 est l'apogée du jeu Rolemaster. RMSS et RMFRP sont largement considérés comme le signe avant-coureur de la fin du monde causé par un impact catastrophique causé par un gigantesque astéroïde provenant de l'espace infini. »,.
La maison d'édition ICE a fait entretemps faillite puis a été rachetée par une poignée de fans, avant le lancement de RMSS. Puis, ICE a décidé de jouer un grand coup marketing en risquant une réédition de ses anciens matériels (sauf les compagnons dont le copyright appartient à leurs différents auteurs) et en consultant une base importante de fans et de joueurs-testeurs. Avec Rolemaster Classic (RMC), RM2 a été entièrement réécrit pour simplifier ses règles. Ce qui en fait la version officielle du premier groupe. Rolemaster Express (RMX), est une autre simplification des règles de RM2.
En 2020, l'éditeur italien Open Ended Games Inc. publie Against the Darkmaster, un rétroclone de Rolemaster. Against the Darkmaster est publié en licence libre Open00, une licence inspirée de celle de Mörk Borg. Les éditions du Troisième Œil (LETO) annonce en janvier 2021 le projet de traduire ce jeu.
| Groupes                                    | Éditions                               | Parution |
| ------------------------------------------ | -------------------------------------- | -------- |
| Groupe I Édition « Classic »               | Rolemaster First Edition (RM1)         | 1980     |
| Groupe I Édition « Classic »               | Rolemaster Second Edition (RM2)        | 1984     |
| Groupe I Édition « Classic »               | Rolemaster Classic (RMC)               | 2007     |
| Groupe I Édition « Classic »               | Rolemaster Express (RMX)               | 2007     |
| Groupe II Édition « Fantasy Role Playing » | Rolemaster Standard System (RMSS)      | 1995     |
| Groupe II Édition « Fantasy Role Playing » | Rolemaster Fantasy Roleplaying (RMFRP) | 1999     |

### Édition «Classic»

#### Rolemaster First Edition (RM1, 1980-1982)
Le terme RM1 est utilisé pour désigner de façon générale les produits publiés entre 1980 et 1982, y compris les versions originales de : Arms Law, Claw Law, Spell Law, Character Law et Campaign Law. Ceux-ci ont d'abord été disponibles chacun en tant que livres, puis, en tant qu'ouvrages combinés plus tard (Character Law & Campaign Law et Arms Law & Claw Law ont été combinés de façon quasi inchangée en livres simples), et en trois boîtes.
Le concept initial était de produire une série complète de suppléments modulaires qui pourraient être utilisées pour remplacer des parties de jeux de rôles existants (en particulier Advanced Dungeons & Dragons, mais aussi d'autres jeux plus récents à l'époque tels que RuneQuest, qui est plus proche de Rolemaster, à bien des égards qu'AD&D l'est). Toutefois, avec la publication du Character Law, le système complet Rolemaster devint un système de jeux à part entière capable de voler de ses propres ailes.
Avec RM1, ICE signe ses premiers ouvrages dès les années 1980 : des fans (voir les crédits du premier Arms Law : designers, …) passionnés de jeu de rôle médiéval-fantastique ne se satisfaisaient pas des lacunes du système de jeu d'AD&D comme son manque de précision pour certains points de règles comme, par exemple : 
- certaines règles données sans justification interne à l'univers (les règles n'expliquaient pas pourquoi il était impossible de lancer des sorts en armure)
- l'absence de nuances dans la santé du personnage (il passe de la pleine santé au coma ou à la mort sans condition intermédiaire).

En 1980, le premier supplément aux règles pour AD&D concernant le combat est édité, le Arms Law. À celui-ci vient se greffer un an après, le Spell Law, supplément sur la magie. Enfin, le Claw Law, simple ajout aux règles du Arms Law pour le combat contre les animaux. Ces trois livres forment finalement la boîte de base en 1982. Il devient alors possible d'utiliser Rolemaster comme un jeu de rôle à part entière et non plus comme des suppléments à AD&D. Après la troisième réédition de la boîte de RM1, ICE décide de changer de version en 1984.

#### Rolemaster Second Edition (RM2, 1984-1994)

##### Version originale
En 1984, les informations contenues dans les livres sont élargies et révisées et certains livres sont combinés ensemble et leurs contenus réorganisés. Une première boîte sort en 1984 qui ressemblait à la précédente contenant le Spell Law et le Arms Law/Claw Law, mais contenant un nouveau Spell Law, un Arms Law/Claw Law combiné et le Character Law existant, ainsi que le module de campagne Vog Mur. Peu de temps après, une nouvelle boîte paraît, contenant les mêmes produits, sauf que Vog Mur est remplacé par un supplément d'aventure, Cloudlords of Tanara, qui introduit pour la première fois le décor de campagne original d'ICE, la série des Loremaster, ce qui deviendra plus tard le monde plus sophistiqué de Shadow World.
Entre 1985 et 1988, plusieurs livres sont publiés, les Rolemaster Companions 1, 2, et 3 et le premier Creatures & Treasures. Le lancement officiel de la série des livres de la 2e édition de Rolemaster se fait avec une boîte contenant des livres à « bordure rouge » : Arms Law & Claw Law, Spell Law, et Character Law & Campaign Law, avec un nouveau design de couvertures avec une bordure rouge importante débordant de la tranche du livre sur 2 centimètres. Techniquement parlant, les produits édités entre 1984 et 1988 font également partie de la 1re édition, mais les différences réelles entre RM1 et RM2 sont faibles (limitées à une modification mineure dans la séquence de combat, quelques réaménagements de contenus, et surtout une importante refonte graphique). Il y a peu de problèmes de compatibilité posés (si jamais il y en a eu).
En fait, le terme de 2e édition ou Rolemaster Second Edition (RM2) en anglais, est souvent utilisé pour désigner tout ce qui a été publié entre 1984 et 1994. En particulier, le Rolemaster Companion II qui comprenait la liste et description complète des compétences, et sa table complète des Coûts en Points de Développements ainsi que plusieurs Professions, sont souvent considérés comme les caractéristiques particulières de RM2. Pour cette 2e édition, de très nombreux autres suppléments ont été produits jusqu'en 1993, les Companions numérotés entre 4 et 7, l' Alchemy, l' Oriental, l' Elemental Spell Users, l' Arms Companion, et deux livres additionnels de Creatures & Treasures.
Une grande partie de ce matériel, et celui qui a été publiée sous l'égide de RM1, ont donc pris la forme de nouvelles professions et listes de sorts, de règles et variantes optionnelles (dont certaines, comme l'extension du système de compétences de Rolemaster Companion II, ont été largement adoptés). Compte tenu de cela, beaucoup ont considéré RM2 comme une boîte à outils pour l'aménagement et le développement de leur propre jeu. Certaines variantes ont même remplacé des sections complètes de règles particulières, telles que le système de combat, par des systèmes plus traditionnels qui se rapprochent de la ligne établie par Advanced Dungeons and Dragons.
Le débat persiste quant à savoir si ce vaste meccano a été le plus grand atout de RM2 ou sa plus grande faiblesse. En fin de compte, cela a contribué à faire un système très souple avec une vaste gamme d'options, mais qui pourrait aisément souffrir de problèmes d'équilibre si des points de règles étaient utilisés ensemble, parce que peu d'efforts ont été faits pour équilibrer les différentes variantes entre les uns et les autres, et l'augmentation de puissance des dernières professions et listes de sorts a été clairement mis en évidence.

##### Version française
Jusqu'ici, les règles n'étaient éditées qu'en anglais. Un éditeur français sous licence, Hexagonal, prend la traduction à son actif et sort en 1990 sous forme d'une boîte cartonnée, la 1re impression française, basée sur la 2e édition anglaise. Viendra plus tard sous forme de livres à couverture rigide, une réédition « de luxe », des trois manuels de base de cette 2e édition. À partir de là, le jeu ne sera plus publié sous forme de boîte mais sous forme de livrets. Les règles s'articulent autour des trois livres de base, sans bordure rouge cette fois-ci, mais rebaptisés pour l'occasion, en « manuels » (: au lieu d'une traduction littérale de Law, pour Loi en français) :
Le contenu de la boîte de RM2 en version française comprend :
- Manuel des Combats : traduction du Arms Law et du Claw Law combinés
- Manuel des Sorts : trad. du Spell Law
- Manuel des Personnages et des Campagnes : trad. du Character Law et le Campaign Law combinés
- Fascicule de conversion anglais/français des sorts.

En option (non compris dans la boîte) :
- Créatures & Trésors : trad. du Creatures & Treasures Law combinés
- Manuels Compagnons, en livrets indépendants, I, II, III, IV, V, VI, VII.

Etc. Éditions diverses entre 1992 et 1997.
Une traduction littérale qui n'a jamais été employée par les traducteurs d'Hexagonal et non usitée, serait : « Loi des Armes & Griffes », « Loi des Sorts », « Loi des Personnages & Campagnes », « Loi des Créatures & Trésors ». L'esperluette « & » rappelle celle qui est contenue dans le titre du jeu Dungeons & Dragons ; et le terme de Loi insiste sur le caractère définitif et absolu des règles édictées. Les concepteurs originaux ne manquaient pas d'humour et la page des crédits attestent de cette tradition humoristique par des petites phrases fétiches dans la mention des noms des testeurs du jeu.

#### Rolemaster Classic (RMC)
Rolemaster Classic (RMC), édité en 2007, est une version entièrement réécrite de RM2 pour simplifier ses règles. C'est désormais la version officielle du premier groupe.

#### Rolemaster Express (RMX)
Rolemaster Express, édité aussi en 2007, est selon l'éditeur, une « expérimentation » (comprendre une "re-simplification" des règles) où « le minimum pour jouer » se trouve en 88 pages de règles, sans nécessiter d'autres livres de règles. RMX utilise la même mécanique de jeu que RM2 et fait aussi partie du premier groupe.

### Édition «Fantasy Role Playing»

#### Rolemaster Standard System (RMSS, 1995)
En 1995, le jeu a été complètement rénové et édité sous un nom différent : Rolemaster Standard System (RMSS), 3e édition des règles. Les plus grands changements apportés l'ont été sur la génération des personnages, et en particulier dans le nombre de compétences disponibles et la façon dont les bonus aux compétences étaient calculés. Les compétences sont maintenant regroupées en catégories de compétences similaires et l'on peut acheter séparément des rangs dans la catégorie et la compétence elle-même. Aussi la séquence du combat a été révisée de nouveau, et certains détails sur le lancement de sorts ont été modifiés. La façon dont les listes de sorts étaient apprises a été complètement révisée et la plupart des listes de sorts ont été corrigées et rééquilibrées. La méthode d'attaque et la répartition des dégâts n'a pas beaucoup changé, et il n'y a eu que des changements cosmétiques apportés aux caractéristiques des monstres et des créatures.
Comme la plupart des modifications, les avis sur si ces changements étaient pour le mieux ou pas varient considérablement ; certains fans ont vraiment aimé, tandis que d'autres les ont rejetés et ont choisi de s'en tenir à la version RM2 plus familière pour eux. La plupart des objections de la part des joueurs à RM2 avaient plus à voir avec le sentiment que Rolemaster n'avait pas besoin d'une révision aussi radicale, et avec la déception du fait que le support du jeu RM2 s'arrêterait bientôt en tant que version officielle.
Le jeu comportait entre autres trois nouveaux livres :
- Rolemaster The Basics : une introduction au système de règles, désormais épuisée
- RMSS 3 in 1 : un seul livre qui contient les trois Law classiques
- Gamemaster Law sort sous forme de livre : compilation du Character Law/Campaign Law

Et de nombreux suppléments aux règles. Etc.

#### Rolemaster Fantasy Role Playing (RMFRP, 1999)
En 1999, le jeu subit une légère restructuration et un changement de nom avec Rolemaster Fantasy Roleplaying (RMFRP), la 4e édition de Rolemaster, mais cela concerne essentiellement un réaménagement du contenu (moins de 5 % de modifications) avec très peu de modifications aux règles elles-mêmes. Rolemaster Fantasy Roleplaying est donc l'édition de référence du deuxième groupe et il semble qu'ICE ne sorte plus pour le moment de nouveaux suppléments consacrés exclusivement à lui. Elle reste cependant compatible avec Shadow World et les statistiques des monstres sont toujours données pour les deux groupes dans les décors de campagne. Sa sortie coïncide avec le changement d'équipe pour ICE due à sa faillite puis au rachat de l'entreprise.
Désormais, les règles incluent tout ce qu'il faut pour jouer en un seul livre de base. C'est un changement positif dans RMFRP : il a été publié sous cette forme, contenant une version minimale de l'ensemble du jeu (les sorts sont décrits jusqu'au niveau 10 seulement), de sorte que seul un livre est nécessaire pour jouer. Malheureusement, pour avoir le jeu complet, il faut acheter les autres suppléments. Mais, cela permet aussi de tester les règles avant d'avoir la gamme complète. Le nouveau Arms Law se voit étoffé de tables d'attaques et de critiques additionnelles, alors que le Character Law se voit ajoutés des races, professions, compétences supplémentaires et un système complet de talent et défauts de votre personnage, avec le Talent Law.
L'ancien Spell Law, volume unique, s'est vu divisé en trois livres : Of Essence, Of Channelling and Of Mentalism, chacun étend le royaume de pouvoir qui lui est propre avec d'autres professions et listes de sorts, et une extension des listes de sorts jusqu'au 50eème niveau de sorts. Tout ce contenu était déjà disponible dans le cadre de l'unique volume Spell Law du Rolemaster Standard System/Rules (RMSS/RMSR). Pour disposer du système complet, il faut acquérir ces derniers, plus deux livres issus du Creatures & Treasures : Creatures & Monsters et Treasure Companion'.
D'autres suppléments existent, mais la plupart d'entre eux s'appuient sur les anciens. Le Channeling Companion introduit une nouvelle profession, le Prêtre et ajoute une grande quantité de nouvelles règles. Un autre supplément est Fire & Ice: The Elemental Companion. Ce livre contient tout ce qu'il faut savoir pour ajouter de l'élémentalisme dans Rolemaster et traite des quatre éléments magiques primordiales dans l'univers.
Liste non exhaustive des suppléments aux règles qui restent du matériel optionnel :
- The Armory : supplément du Arms Law
- School of Hard Knocks : pour les compétences (vient préciser et expliquer avec l'aide d'exemples toutes les compétences du Rolemaster Standard System, ajoute 18 nouveaux Training Packages et 4 nouvelles classes de personnage)
- ... and a 10-foot Pole : pour le matériel (livre RMSS)
- Construct Companion : traite de la magie des objets animés et de la fabrication de golems
- Rolemaster Player Guide, ce livre partait d'une bonne idée proposée à l'initiale sur le forum d'ICE : introduire les nouveaux joueurs au système complet. Il n'est pas réédité actuellement.

Etc.
Remarques : on constate entretemps la disparition des Annuals de RMSS. Le principe de mettre à jour annuellement les règles a été abandonné ; nouvelle orientation éditoriale de la gamme par la nouvelle équipe d'ICE. Il y eut pas mal de pertes dues à une guerre de droits d'auteurs : le fameux Castles & Ruins et le Essence Companion n'ont jamais pu être réédités. Le Martial Arts Companion n'a pas été réédité en Rolemaster Fantasy Role Playing.

## Système du jeu
Rolemaster est un système de jeu générique fondé sur les niveaux et classes de personnage et axé sur la modularité des règles plus qu'aucun autre système de jeu de rôle à l'époque où il a été créé (1985) : de nombreux compagnons sous forme de livres permettent d'ajouter ou de changer les règles initiales, très complètes.
Il se veut plus « simulationniste » comparé au système de jeu « héroïque » de Donjons et Dragons.
Il utilise abondamment des tables ou tableaux de résultats pour interpréter les jets de compétences. Les combats peuvent être fréquemment mortels pour les personnages, en raison des réussites critiques.
Le système de jeu se veut très détaillé : plus de 2 000 sorts (15 000 si l'on compte tous les compagnons), 70 professions, 30 races, plus de 200 compétences au total organisées dans plusieurs catégories, etc. Il est fortement conseillé aux maîtres de jeux de trier les règles, car il y en a tellement qu'il arrive que certaines se contredisent.
La traduction littérale de Rolemaster pourrait être « le maître du rôle » ou la « maîtrise du rôle » mais elle est non usitée dans le milieu des rôlistes.
Pour la version française RM2 :
- Le Manuel des Personnages et des Campagnes possède tout ce qu'il faut pour jouer une campagne, créer un personnage et le faire évoluer.
- Le Manuel des Combats contient les règles de combat et toutes les tables d'attaque décrites pour chaque arme. Les tables des attaques des monstres se trouvent à la fin du manuel, partie Claw Law.
- Le Manuel des Sorts regroupe toutes les listes des sorts magiques, les descriptions des règles et les tables d'attaques spéciales magiques.
- Le Créatures & Trésors : regroupe le livre des statistiques des monstres et des objets magiques plus trésors.
- Les Manuels Compagnons I, II, III, IV, V, VI, VII sont publiés en livrets indépendants et ajoutent des options de règles, des tables et des sorts additionnels.

### Personnage
Un personnage est défini par des caractéristiques, une classe, un niveau et des compétences.
Les caractéristiques sont au nombre de dix : constitution (CO, la santé, résistance aux maladies, aux poisons), agilité (AG), autodiscipline (AD, la volonté, le sang-froid), mémoire (ME), raisonnement (RS), force (FO), rapidité (RP), présence (PR, le courage, le charisme), intuition (IT) et empathie (EM). Une particularité du système est que le score sur 100 des caractéristiques est relatif à la race du personnage et qu'il sert principalement à déterminer un bonus, qui sera utilisé pour les jets de compétence. Ainsi, un Troll et un Hobbit avec 50 en Force représentent tous deux des individus moyens pour leur espèce, avec un modificateur de base de 0. Cependant, du fait des caractéristiques physiques différentes de leurs races, le Troll recevra un bonus supplémentaire aux actions basés sur la force physique et le Hobbit un malus.
La classe est la profession du personnage, et le niveau indique son avancement, sa puissance. Pour acquérir des compétences, le personnage dépense des points(appelés points de developpement), et la classe détermine le coût d'achat des compétences. Le personnage peut acheter des niveaux de compétence à chaque changement de niveau.
Le rang d'une compétence détermine le bonus au jet sans limite (voir ci-après) pour la résolution de l'action. Par exemple, les dix premiers rangs d'une compétence donnent un bonus de 5 aux jets liés à cette compétence. Ainsi, un personnage avec 5 rangs de compétence 5 ajoute 25 a son jet.

#### Création du personnage
2e éd et édition française
Le joueur tire dix fois 1d100, rejette les scores inférieurs à 30, et répartit les scores dans les caractéristiques. Les caractéristiques étant amenées à évoluer lors des aventures, le maximum qu'elles peuvent atteindre (les « caractéristiques potentielles ») est déterminé à la création de personnage avec une table aléatoire.
Puis, le joueur choisit un peuple (humain, nain, elfe, semi-elfe, semi-homme, orque, troll) et une profession.
La profession dispose de deux caractéristiques primordiales (par exemple, constitution et force pour les guerriers) : le joueur remonte les scores dans ces caractéristiques à 90 s'ils étaient inférieur.
Puis, le joueur « achète » les compétences avec des « points de développement.
Ils se calculent via une table spécifique via les caractéristiques dites « de développement » : CO, AG, AD, ME, RS, de 1 à 11 points de développement par caractéristiques selon le jet de dé fait dans chacune des colonnes. Le joueur peut acheter, selon les compétences, un ou plusieurs degrés à un coût qui dépend de la profession. Plus la compétence est étroitement liée à la profession et moins elle coûtera de points.
Le nombre de rangs qu'il est possible d'acheter à chaque niveau dépend aussi de la profession. Ainsi, un personnage dont une compétence aurait un coût de "2/7" pourrait acheter un rang dans cette compétence pour 2 points, et deux rangs pour 9 points (soit 2+7). Il existe aussi le sigle * dans les rangs de compétences qui signifie qu'il n'y a pas de limite d'achat. Ex : 2* je peux acheter autant de fois la compétence à 2 que je veux. Il y a aussi les deux réunis. Ex: 1/2* coûte d'abord 1 sur l'achat du premier rang puis 2 que j'achète autant de fois que je veux. À noter que le "premier rang" se réinitialise à chaque niveau. Ex: j'achète 2 rangs dans le skill "weapon #1" pour 1/3 niveau 1, pour le niveau 2 ce sera pareil : j'achèterai le rang un puis le rang deux.

### Résolution des actions

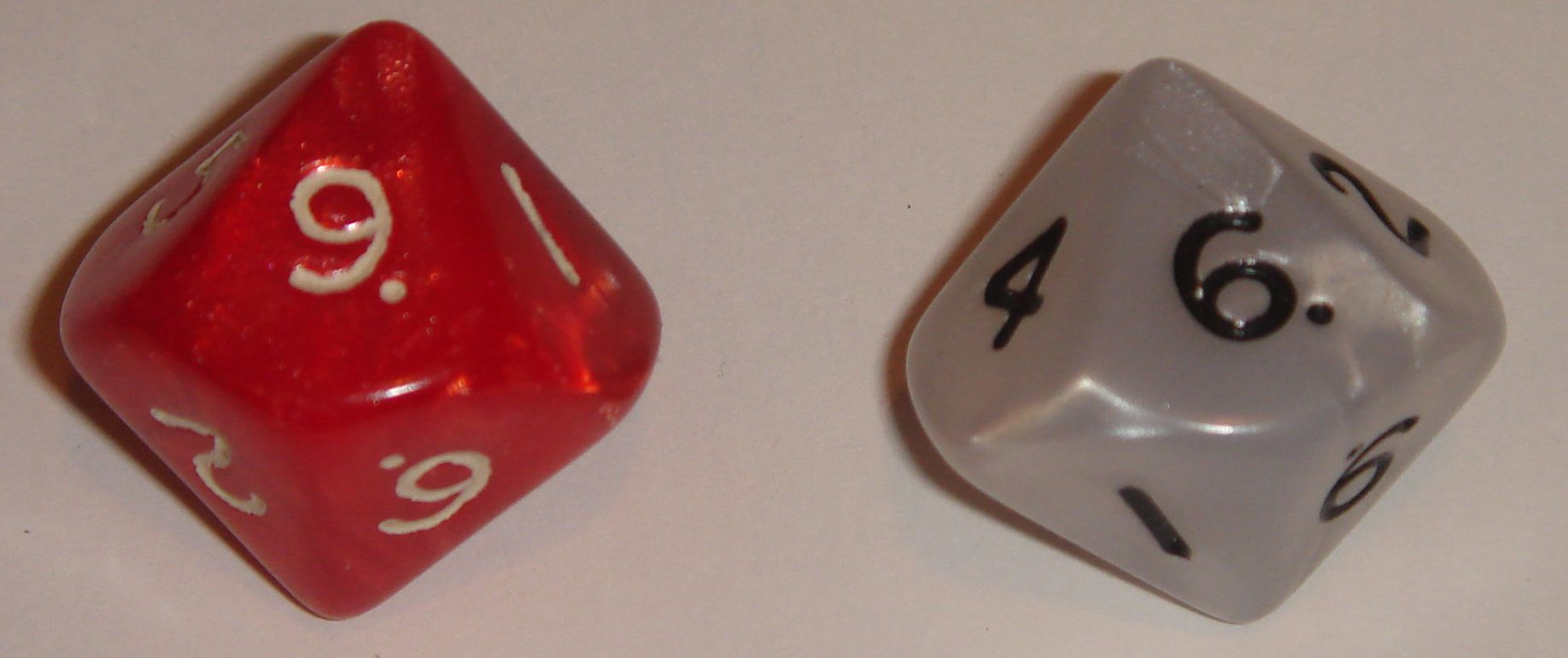
Un dé à 100 faces est constitué de deux dés à 10 faces

Le système utilise exclusivement des dés à 100 faces (abréviation: « d100 »). Dans la plupart des cas, ces dés seront lus selon le principe du jet sans limite ou « jet ouvert ».
Selon ce principe, les résultats entre 6 et 95 % sont utilisés tels quels.
Les résultats de 96 à 100 % demanderont qu'un d100 soit à nouveau lancé, qui sera ajouté au précédent. Le processus sera répété si le deuxième dé dépasse lui-même augmenté 95 %, et ce jusqu'à obtenir un résultat inférieur à 95, d'où le terme « sans limite ».
De manière similaire, un résultat entre 1 et 5 % demandera que le dé soit à nouveau jeté, mais pour être cette fois retranché au premier résultat.
Lorsque l'on utilise une compétence, on ajoute le bonus de la compétence au résultat final du dé ; le bonus est de 5 % par degré dans la compétence jusqu'au 10e degré (puis +2 % jusqu'au 20e degré, puis +1 % par degré jusqu'au 24e degré). On ajoute également le cas échéant le bonus de la caractéristique concernée (qui pour un humain moyen variera de -5 à +25 %).
Le résultat du jet de dés modifié par les bonus est lu sur une table descriptive permettant d'interpréter avec force description l'action du personnage.
On distingue typiquement deux types d'actions :
- les actions statiques, pour lesquelles le personnage reste sur place (par exemple observer, crocheter une serrure…) ; dans ce cas-là, l'action réussit si le total est supérieur à 100 avec le bonus ajouté au résultat ; une table fournit indique des bonus et des malus à appliquer aux jets selon les circonstances ;
- les actions en mouvement : il existe une table générale et de multiples tables spécifiques (par exemple une table par arme pour les combats) ; ces tables disposent de plusieurs colonnes selon la difficulté de l'action (ou, pour les combats, le type d'armure de la cible) ; ces tables indiquent les conséquences des résultats exceptionnels (maladresses ou coups critiques), parfois en faisant référence à d'autres tables.

Ce sont les descriptions des maladresses et coups critiques qui donnent le caractère varié et imagé au jeu.

### Combat
Le combat repose sur l'usage de 2 types de tables. Les tables d'attaque proprement dites permettent de confronter le jet d'attaque au type d'armure (TA) de la cible. Au croisement de ces 2 indicateurs se trouve un code composé d'un chiffre de points de dégâts auquel est souvent accolé une lettre (Exemple : « 25E »). La lettre renvoie à une table de "coups critiques", qui permettra d'ajouter un effet aléatoire (déterminé par 1d100) aux dégâts infligés. Celui-ci peut aller d'un simple malus à l'attaque à la mort instantanée. Les dégâts chiffrés ne représentent vraiment que la fatigue accumulée par le personnage et ne sont que rarement mortels.
Le jet d'attaque s'effectue en ajoutant à un jet de d100 sans limite le Bonus Offensif (BO) de l'attaquant (égal à sa compétence dans l'arme utilisée) et en y retranchant le Bonus Défensif (BD) de la cible. Il est possible pour un personnage de "parer", ce qui consiste à transférer tout ou partie de son bonus d'attaque dans son bonus défensif. D'autres facteurs peuvent être pris en compte comme le placement de la cible par rapport à l'attaquant ou encore l'armure de l'attaquant qui peut potentiellement gênée l'attaque.

### Magie
La magie repose sur l'acquisition de "listes de sorts", qui regroupent des sorts par thème (par exemple: voies du Feu, de la Terre, etc. pour le magicien). L'acquisition d'une liste se fait soit aléatoirement et dans sa totalité, soit progressivement, du sort le moins puissant au plus puissant, en fonction des éditions de RoleMaster.
L'usage d'un sort demande de dépenser des points de pouvoir dépendant de sa puissance.
Le calcul du nombre de points de pouvoir disponible par jour pour un personnage est très variable selon les éditions, mais il est généralement proportionnel à son niveau.

### Forces et faiblesses
Rolemaster a été surnommé par certains: « Rulemonster » (littéralement « le monstre des règles »), en raison de la profusion de règles, de tableaux et de suppléments.
Rolemaster est un système complet mais aussi très modulaire. Il comporte de nombreuses règles optionnelles. Les règles de RM2 étaient conçues comme un vaste Mécano. La nouvelle équipe d'ICE a réduit le nombre de compagnons de Rolemaster Fantasy Role Playing, les nouvelles règles, pour éviter cette difficulté.
Pour ses adeptes, Rolemaster instille un sentiment de jeu mature par rapport aux autres : les tables de critiques permettent d'émailler les combats de descriptions variées. Mais en raison de la mortalité des combats pour les personnages, le meneur de jeu doit bien faire attention à équilibrer sa partie et à ce que les combats ne durent pas trop longtemps. Où à avoir recours à d'autres moyens afin d'équilibrer les combats, les moyens les plus simples sont d'augmenter les gains d'EXP à chaque monstre tué ou d'augmenter le trésor avec des objets magiques puissants mais peut être dangereux pour son utilisateur... Attention donc à avoir une équipe solide pour jouer (de préférence des joueurs habitués de jeux de rôle, avec des personnages complémentaires.)

### Sources
- (en) Cet article est partiellement ou en totalité issu de l’article de Wikipédia en anglais intitulé « Rolemaster » (voir la liste des auteurs).